# Mýa
Mýa Marie Harrison (Washington D. C.; 10 de octubre de 1979), profesionalmente conocida como Mýa, es una cantante, compositora, bailarina, productora discográfica y actriz estadounidense. Nacida y criada en Washington, DC. El álbum debut homónimo fue lanzado en abril de 1998 por Interscope Records, y vendió más de un millón de copias en los Estados Unidos, del cual se destaca el sencillo "It's All About Me", junto a Sisqo, siendo certificado con el disco de oro.
Su segundo álbum de estudio, Fear Of Flying, obtuvo su certificación como platino, fue lanzado en 2000 y se convirtió en un éxito en Estados Unidos y en todo el mundo, gracias al sencillo "Case Of The Ex", llegó a alcanzar la primera posición en el Australia Singles Chart. Un año después, Harrison ganó su primer premio Grammy por su interpretación de "Lady Marmalade", una versión del 1975 de la agrupación femenina de funk Labelle, que grabó junto a Christina Aguilera, 'Lil Kim, y P!nk para la banda sonora de la película Moulin Rouge! de 2001.
A raíz de la firma de contrato con el sello Universal Motown, y su cambio de discográfica, lanza con un tiempo de retardo su cuarto álbum de estudio, Liberation en 2007, fue lanzada con anterioridad en formato digital en Japón en 2007 y se filtró accidentalmente el álbum. Con la decisión de ser una artista independiente, sufre un descenso en su popularidad en los Estados Unidos, recibe un contrato de grabación con Manhattan Recordings (una división de Lexington Corp.) una discográfica que reside en Japón. Bajo este sello, grabó dos álbumes con lanzamiento exclusivamente en Japón Sugar & Spice (2008) y su reciente álbum K.I.S.S. (2011).
Después de incursionar su carrera en la actuación, recibió varios contratos de patrocinio de productos con marcas como Coca-Cola, Gap, Iceberg, Tommy Hilfiger, y Motorola, y ha tenido papeles de reparto en películas como "Dirty Dancing: Havana Nights (2004), Shall We Dance? (2004) y Cursed (2005). En 2002, tuvo un papel de reparto en la adaptación cinematográfica del musical de Broadway, Chicago, por la que ganó un premio otorgado por el Sindicato de Actores al mejor reparto.
Harrison participó en la novena temporada de Dancing with the Stars, en la que se posicionó segunda en la competición. En 2009, fue reconocida por la revista Billboard como una de los 100 artistas más representativos de la década de 2000, colocándola en la posición # 97.

## Biografía

### Primeros años
Su nombre fue inspirado en la poetisa y novelista Maya Angelou, Mya Marie Harrison es una de los tres hijos de padre de origen afroestadounidense, Sherman, un músico y cantante, y de madre italoestadounidense Theresa Harrison, una contadora de Washington, DC. Se crio en los suburbios de Maryland, junto a sus dos hermanos menores Chaz y Nijel. Su madre trabajó como contadora y su padre se desempeñaba como músico en bandas underground. Mýa tomó clases de violín durante su infancia, pero el baile era su principal actividad después de la escuela. Aparte de tomar clases de ballet, le añadió jazz y lecciones de tap.
Mya tuvo que soportar comentarios insensibles sobre su origen étnico. Sus logros como un bailarina, sin embargo, ayudó a Mýa para hacer la transición a la adolescencia y hacer frente a la presión de los compañeros, la experiencia que tienen que sufrir varios adolescentes. Según explicó en una aparición en Canadá de Much Music programa de televisión en enero de 2001, "Hubo un tiempo en mi vida cuando yo no era popular y aceptada por los niños en la escuela. Se burlaron de mis tirantes y el pelo rizado, y de una familia multicultural, etc.... Y me duele mucho cuando uno tiene esa edad, pero más tarde, cuando uno consigue algo por su cuenta o se involucra en actividades como puede ser el deporte, empiezan a ser aceptados por lo que haces, y su personalidad y lo que eres, en vez de su ropa y su apariencia y el nombre de marcas de diseño que una persona pueda llegar a usar". Ya consolidada como una artista popular, cuenta sus experiencias a un grupo de niñas como parte del programa orientado a los adolescentes, Secreto de la Autoestima (Secret of Self-Esteem), abordando cuestiones como la imagen corporal, la presión de grupo, y los estereotipos de género.
Mientras continuaba con sus estudios de danza y apareció en la Cumbre de Jóvenes en el canal de televisión Black Entertainment Television, Mya cambiado su enfoque a la música al entrar en la adolescencia. Con la ayuda de su padre, realizó un demo cuando tenía 15 años y esta a prueba para un contrato de grabación mientras se encontraba todavía en la escuela secundaria Eleanor Roosevelt High School en Greenbelt, Maryland. Después de una audición en los estudios de la University Music Entertainment, Mya consiguió un acuerdo que llevó a un contrato de grabación para University Music, y con el reconocido sello Interscope Records. Mýa terminó la escuela secundaria cuando tenía 17 años de edad y, posteriormente, tomó algunas clases en la Universidad de Maryland, College Park, pero la atención de la adolescente se centraba en el estudio de grabación.

### Comienzos
Nació y creció en Washington, hija de Theresa Harrison de origen italoestadounidense, y de Sherman Harrison, afrodescendiente. Es la mayor de tres hermanos, seguida de Chaz y Nigel. Desde su infancia compaginó los estudios con el canto y la danza. Tomó lecciones de tap dance con Savion Glover en Nueva York. En su juventud apareció como azafata en el programa de la BET "Teen Summit". Con dieciséis años acabó sus estudios en Maryland.

### Debut musical
En 1997 Mýa firmó un contrato con la discográfica University Records, propiedad de Haqq Islam, y en la que tenía gran capacidad el grupo Dru Hill. Los cuatro componentes del grupo, de entre los que destaca Sisqó, escribieron y produjeron el material para el debut homónimo de Mýa. Los dos primeros sencillos fueron "It's All About Me", con la colaboración de Sisqó, y "Movin' On", junto al rappero Silkk Tha Shocker. Ambos temas entraron en el top10 de las listas estadounidenses. Los videoclips de sus dos primeros temas, y del tercer sencillo; "My First Night With You"; fueron algunos de los videos más visto en la MTV durante 1998. Recibió dos nominaciones a los Soul Train Music Awards, pero ambos premios le fueron arrebatados por Erykah Badu.

### Lady Marmalade
En 2001, Mýa, junto con Christina Aguilera, Lil Kim, Pink y una pequeña colaboración con Missy Elliott, colaboró en la banda sonora de la película Moulin Rouge! con la versión de Lady Marmalade. Esta canción estuvo nominada a varios premios importantes como los Grammy en el cual ganó como mejor colaboración pop vocal y los Mtv donde recibió seis nominaciones, ganando las categorías de mejor vídeo de un filme y mejor vídeo del año.
Llegó al número uno en la lista de varios países; en EE. UU. alcanzó la primera posición del Billboard Hot 100 por cinco semanas consecutivas.
En septiembre del mismo año participó en el concierto Michael Jackson: Especial 30 Aniversario cantando Wanna Be Startin' Somethin' y Heal the World.

## Discografía

### Álbumes de estudio
- 1998: Mýa
- 2000: Fear of Flying
- 2003: Moodring
- 2007: Liberation
- 2008: Sugar & Spice
- 2011: K.I.S.S.
- 2017: Smoove Jones

### Sencillos
| Año  | Título                                                     | Mejor posición en listas | Mejor posición en listas | Mejor posición en listas | Mejor posición en listas | Mejor posición en listas | Mejor posición en listas | Mejor posición en listas | Mejor posición en listas | Mejor posición en listas | Mejor posición en listas | Certificaciones                           | Álbum             |
| Año  | Título                                                     | US                       | US R&B                   | AUS                      | CAN                      | ALE                      | IRL                      | HOL                      | NZ                       | SUI                      | UK                       | Certificaciones                           | Álbum             |
| ---- | ---------------------------------------------------------- | ------------------------ | ------------------------ | ------------------------ | ------------------------ | ------------------------ | ------------------------ | ------------------------ | ------------------------ | ------------------------ | ------------------------ | ----------------------------------------- | ----------------- |
| 1998 | «It's All About Me» (con Sisqó)                            | 6                        | 2                        | —                        | 39                       | —                        | —                        | 76                       | 13                       | —                        | —                        | - US: Oro                                 | Mýa               |
| 1998 | «Movin' On» (con Silkk The Shocker)                        | 34                       | 4                        | —                        | —                        | —                        | —                        | —                        | 11                       | —                        | —                        |                                           | Mýa               |
| 1999 | «My First Night with You»                                  | 28                       | 28                       | —                        | —                        | —                        | —                        | —                        | —                        | —                        | —                        | - US: Oro                                 | Mýa               |
| 1999 | «Take Me There» (w/ BLACKstreet con Ma$e & Blinky Blink)   | 14                       | 10                       | —                        | 35                       | 58                       | 9                        | 22                       | 1                        | —                        | 7                        | - NZ: Platino - US: Platino               | The Rugrats Movie |
| 2000 | «The Best of Me» (con Jadakiss)                            | 50                       | 14                       | —                        | —                        | 26                       | —                        | 75                       | —                        | 64                       | —                        |                                           | Fear of Flying    |
| 2000 | «Case of the Ex»                                           | 2                        | 10                       | 1                        | 14                       | 39                       | 12                       | 8                        | 17                       | 72                       | 3                        | - AUS: Platino                            | Fear of Flying    |
| 2001 | «Free»                                                     | 42                       | 52                       | 4                        | —                        | 66                       | —                        | 41                       | —                        | 76                       | 11                       | - AUS: Platino                            | Fear of Flying    |
| 2001 | «Lady Marmalade» (con Christina Aguilera, Lil' Kim & Pink) | 1                        | 43                       | 1                        | 17                       | 1                        | 1                        | 2                        | 1                        | 1                        | 1                        | - AUS: 2× Platino - NZ: Platino - UK: Oro | Moulin Rouge!     |
| 2003 | «My Love Is Like...Wo»                                     | 13                       | 17                       | 25                       | —                        | 73                       | 36                       | —                        | 33                       | —                        | 33                       |                                           | Moodring          |
| 2003 | «Fallen»                                                   | 51                       | 35                       | —                        | —                        | —                        | —                        | —                        | —                        | —                        | —                        |                                           | Moodring          |
| 2007 | «Lock U Down» (con Lil' Wayne)                             | —                        | 101                      | —                        | —                        | —                        | —                        | —                        | —                        | —                        | —                        |                                           | Liberation        |
| 2007 | «Ridin'»                                                   | —                        | 58                       | —                        | —                        | —                        | —                        | —                        | —                        | —                        | —                        |                                           | Liberation        |
| 2008 | «Paradise»                                                 | —                        | —                        | —                        | —                        | —                        | —                        | —                        | —                        | —                        | —                        |                                           | Sugar & Spice     |
| 2011 | «Fabulous Life»                                            | —                        | —                        | —                        | —                        | —                        | —                        | —                        | —                        | —                        | —                        |                                           | K.I.S.S.          |
| 2011 | «Runnin' Back» (con Iyaz)                                  | —                        | —                        | —                        | —                        | —                        | —                        | —                        | —                        | —                        | —                        |                                           | K.I.S.S.          |
| 2011 | «Earthquake» (con Trina)                                   | —                        | —                        | —                        | —                        | —                        | —                        | —                        | —                        | —                        | —                        |                                           | K.I.S.S.          |
| 2011 | «Somebody Come Get This Bitch» (con Stacie & Lacie)        | —                        | —                        | —                        | —                        | —                        | —                        | —                        | —                        | —                        | —                        |                                           | K.I.S.S.          |
| 2011 | «Mr. Incredible»                                           | —                        | —                        | —                        | —                        | —                        | —                        | —                        | —                        | —                        | —                        |                                           | K.I.S.S.          |
| 2012 | «Mess Up My Hair»                                          | —                        | —                        | —                        | —                        | —                        | —                        | —                        | —                        | —                        | —                        |                                           | K.I.S.S.          |

### Colaboraciones con otros artistas
| Año  | Título                                                                      | Mejor posición en listas | Mejor posición en listas | Mejor posición en listas | Mejor posición en listas | Mejor posición en listas | Mejor posición en listas | Mejor posición en listas | Mejor posición en listas | Mejor posición en listas | Mejor posición en listas | Certificaciones                            | Álbum                                       |
| Año  | Título                                                                      | US                       | US R&B                   | AUS                      | CAN                      | ALE                      | IRL                      | HOL                      | NZ                       | SUI                      | UK                       | Certificaciones                            | Álbum                                       |
| ---- | --------------------------------------------------------------------------- | ------------------------ | ------------------------ | ------------------------ | ------------------------ | ------------------------ | ------------------------ | ------------------------ | ------------------------ | ------------------------ | ------------------------ | ------------------------------------------ | ------------------------------------------- |
| 1998 | «Ghetto Supastar (That Is What You Are)» (Pras con Ol' Dirty Bastard & Mýa) | 15                       | 8                        | 2                        | 4                        | 1                        | 1                        | 1                        | 1                        | 1                        | 2                        | - AUS: Platino - UK: Platino - US: Platino | Banda sonora de Bulworth y Ghetto Superstar |
| 1999 | «Somebody Like Me» (Silkk the Shocker con Mýa)                              | —                        | 43                       | —                        | —                        | —                        | —                        | —                        | —                        | —                        | —                        |                                            | Made Man                                    |
| 1999 | «J.O.B» (Foxy Brown con Mýa)                                                | —                        | 116                      | —                        | —                        | —                        | —                        | —                        | —                        | —                        | —                        |                                            | Chyna Doll                                  |
| 2000 | «Girls Dem Sugar» (Beenie Man con Mýa)                                      | 54                       | 16                       | —                        | —                        | —                        | —                        | —                        | —                        | —                        | 13                       |                                            | Art and Life                                |
| 2003 | «What More Can I Give» (varios artistas)                                    | —                        | —                        | —                        | —                        | —                        | —                        | —                        | —                        | —                        | —                        |                                            | Sencillo lanzado con fines benéficos        |
| 2005 | «Sugar Daddy» (Cuban Link con Mýa)                                          | —                        | —                        | —                        | —                        | —                        | —                        | —                        | —                        | —                        | —                        |                                            | Chain Reaction                              |
| 2006 | «No Matter What They Say» (Penelope Jones con Mýa)                          | —                        | —                        | —                        | —                        | —                        | —                        | —                        | —                        | —                        | —                        |                                            |                                             |
| 2007 | «I Will Give It All to You» (Vlad Topalov con Mýa)                          | —                        | —                        | —                        | —                        | —                        | —                        | —                        | —                        | —                        | —                        |                                            | Odinokaya Zvezda                            |
| 2010 | «We Are the World 25 for Haiti» (varios artistas)                           | 2                        | —                        | 18                       | 7                        | —                        | 9                        | —                        | 8                        | —                        | 50                       |                                            | Sencillo lanzado con fines benéficos        |
| 2011 | «Love Is the Answer» (Cedric Gervais con Mýa)                               | —                        | —                        | —                        | —                        | —                        | —                        | —                        | —                        | —                        | —                        |                                            | Miamication y K.I.S.S (edición especial)    |

## Filmografía
1999: In Too Deep (Loretta) 
2002: Chicago (Mona) 
2003: Volcano High (Yu Cha-i)
2004: Dirty Dancing: Havana Nights (Lola Martínez)
2004: Hip Hop All Stars (documental) (Ella misma) 
2004: Shall We Dance? (Vern's Fiancée)
2005: Cursed (Jenny Tate)
2006: Cover 
2006: Swap Meet (Katrina) 
2006: Ways of the Flesh (Valerie)
2007: How She Move (Ella misma) 
2007: The Metrosexual (Jessica)
2010: The Penthouse
2014: Bermuda Tentacles
2023: House Party (Ella misma, cameo)

## Videojuegos
2004: 007 Todo o Nada: como Mya Starling